# 20 Years Of Hardcore
A 20 Years of Hardcore a Scooter 2013. október 11-én megjelent 2 CD-s válogatáslemeze, mely az azonos címre hallgató stúdiólemez-kiadás-sorozat betetőzése. Hozzá kapcsolódóan "The Complete Video Collection" címmel az összes videóklipet is kiadták 2 DVD-n. Negyvennégy kislemezszám hallható rajta, a Scooter 1994 és 2013 között kiadott slágereinek túlnyomó többsége. Egy különleges kiadást megjelentetett a német Telamo kiadó is, mely 5 CD-t vagy 3 DVD-t takar. A kiadvány Romániában úgy jelent meg, mint a remasterelt sorozat utolsó, 16. tagja, a Roton kiadásában. A lemez gerince illeszkedik az előző tizenöthöz, de ebben az esetben a videóklip-válogatás helyét foglalja el. Németországban 2021-ben aranylemez státuszt ért el.
Hazánkban a Magneoton adta ki, csak a sima változatot, mely 2013. november 4-én jelent meg.

## Számok

### CD1
1. Nessaja
2. How Much Is the Fish?
3. Army of Hardcore
4. Move Your Ass!
5. Maria (I Like It Loud)
6. Weekend!
7. The Question Is What Is the Question
8. Friends
9. The Only One
10. Hyper Hyper
11. J’adore Hardcore
12. 4 A.M.
13. I’m Lonely
14. One (Always Hardcore)
15. Ramp! (The Logical Song)
16. Ti Sento
17. Faster Harder Scooter
18. Posse (I Need You on the Floor)
19. Jigga Jigga!
20. Jump That Rock (Whatever You Want)
21. Endless Summer
22. Maria (I Like It Loud) (R.I.O. Radio Mix)

### CD2
1. Fire
2. Call Me Mañana
3. Fuck The Millennium
4. The Night
5. Jumping All Over the World
6. Aiii Shot The DJ
7. I’m Raving
8. Shake That!
9. David Doesn’t Eat
10. Behind the Cow
11. Break It Up
12. The Age of Love
13. Back in the UK
14. No Fate
15. Apache Rocks the Bottom
16. The Sound Above My Hair
17. C’est Bleu
18. We Are The Greatest
19. Hello! (Good to Be Back)
20. Rebel Yell
21. Stuck on Replay
22. And No Matches

### Internetes kiadás
Mivel a két lemez 160 perces korlátja miatt nem fért fel az összes kislemez a kiadványra, ezért néhányat le kellett venni róla. Az internetről letölthető kiadásban azonban megtalálhatóak a hiányzó darabok is.
1. It’s A Biz (Ain’t Nobody)
2. Lass Uns Tanzen
3. Friends Turbo
4. Suavemente
5. Let Me Be Your Valentine
6. She’s the Sun
7. I’m Your Pusher
8. Vallée De Larmes

## A Telamo-kiadás
Németországban a Kontor Records-on kívül egy másik kiadó is megjelentette a kiadványt, méghozzá kétféle kiadásban. A Telamo ugyanis megjelentetett egy DVD-kiadást is, mely háromlemezes lett. Az első két lemezen a "The Complete Video Collection" volt megtalálható, míg harmadikként a Live In Hamburg anyagát mellékelték. Emellett vastag tokos kiadásban megjelentettek egy 5 CD-s kiadványt is, mely csak a nevében volt azonos az eredeti "20 Years of Hardcore"-ral. A kislemezszámokon kívül ugyanis még népszerűbb albumszámokat is ráválogattak a lemezekre.